# 火星のサーカス団
「火星のサーカス団」（かせいのサーカスだん）は、1985年10月 - 11月にNHK『みんなのうた』で放送された曲である。

## 解説
1985年10月 - 11月、NHK『みんなのうた』で放送された。火星人の団長とピエロ、犬で構成されるサーカス団がロケットに乗り、銀河を旅しながら曲芸などを披露する様子を描いた楽曲である。また、映像の一部に合成実写が使用されている。
キューン・ソニーレコード（現・キューンミュージック）から1997年9月1日に発売されたCD『NHK みんなのうた さとうきび畑』に収録されている。なお南佳孝名義のシングル・アルバムには収録されていない。
放送から1年4か月後の1987年2月に初めて再放送、以降も定期的に再放送が行われている。2014年8月9日には23年ぶりにテレビで再放送が行われた。

## 制作スタッフ
- 作詞：松本隆、作曲：南佳孝、編曲：清水信之、歌・南佳孝、絵：永島慎二。